# Lagynogaster claripennis
Lagynogaster claripennis là một loài ruồi trong họ Asilidae. Lagynogaster claripennis được Hsia miêu tả năm 1949. Loài này phân bố ở vùng Cổ Bắc giới và châu Á.